# Naglfar (Band)
Naglfar ist eine schwedische Melodic-Black-Metal-Band aus Umeå, die 1992 unter dem Namen Uninterred gegründet wurde.

## Geschichte

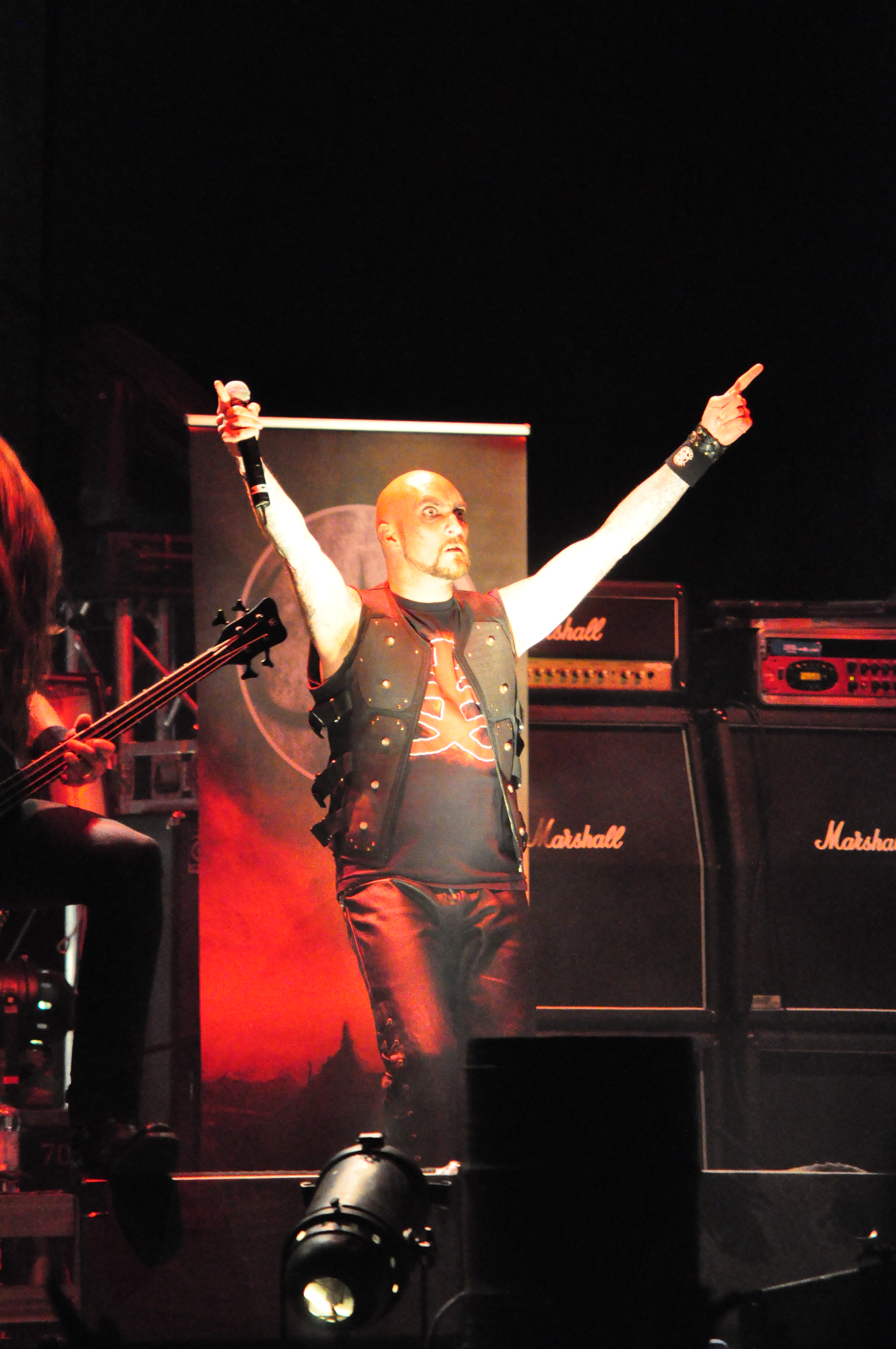
Sänger Kristoffer W. Olivius

Naglfar wurde 1992 unter dem Namen Uninterred gegründet. Nach einigen Besetzungswechseln nahm Naglfar 1993 eine Proberaumversion von Sunless Dawn auf. 1994 verließ Schlagzeuger Ulf Andersson die Band, diese nahm ihr erstes Demo Stellae Trajectio mit einem Drumcomputer auf. Die Band unterschrieb bei Wrong Again Records. Mathias Holmgren schloss sich als Schlagzeuger an und die Band schrieb Material für ein erstes Album. 1995 wurden drei neue Lieder aufgenommen, um Wrong Again Records neues Material zu zeigen. Die Aufnahme mit dem Titel We Are Naglfar – Fuck You! wurde auch in begrenzter Zahl an Freunde und Fanzines verteilt. Das Debütalbum Vittra wurde in Peter Tägtgrens Abyss Studio aufgenommen, kurz darauf verließ Mathias Holmgren die Band, um sich auf seine anderen musikalischen Projekte zu konzentrieren. Er ist nicht auf dem Cover abgebildet. Aufgrund seines Ausstiegs musste die Band mehrere Live-Angebote ablehnen.
1996 wurde die Band zur Teilnahme an einem Iron-Maiden-Tribut eingeladen. Sie buchte das Sunlight Studio und nahm mit der Hilfe des befreundeten Schlagzeugers Johan Moritz Maiden Slaughter auf. Die Kassette enthält ein Cover von Iron Maidens The Evil that Men Do, ein Cover von Kreators Pleasure to Kill und ein neues Lied mit dem Titel 12th Rising.
1997 fand Naglfar mit Mattias Grahn einen neuen Schlagzeuger und begann mit der Arbeit am Nachfolger von Vittra. Zwei neue Lieder wurden 1998 auf der 7”-Picture-EP When Autumn Storms Come veröffentlicht, außerdem erschien ihr zweites Album Diabolical, und die Band ging auf ihre erste Europatournee mit Bands wie Deicide, Six Feet Under, Brutal Truth, Amon Amarth und Ancient Rites.
2000 verließ Morgan Hansson die Band und wurde durch Marcus „Vargher“ Norman (Bewitched, Ancient Wisdom, Throne of Ahaz) ersetzt. 2001 wurde die EP Ex Inferis veröffentlicht. Im Frühjahr 2003 kam das dritte Album Sheol heraus. Naglfar trat bei mehreren Festivals auf und ging auf eine Mini-Tournee durch Japan mit Nile und Skinless.
2005 verließ Jens Rydén die Band. Statt einen neuen Sänger zu suchen, wurde entschieden, dass Bassist Kristoffer Olivius den Gesang übernehmen sollte. Für Live-Auftritte kam Morgan Lie als Gastmusiker dazu. Die Band unterschrieb bei Century Media und das Album Pariah wurde aufgenommen und veröffentlicht. Für die Digipak-Version wurde The Calling Blaze von Normans früherer Band Throne of Ahaz gecovert, für die japanische Version des Albums Skulls von den Misfits. Naglfar tourte mit Bands wie Finntroll und Amoral, Exodus, Hypocrisy, Dark Funeral, Wintersun und Endstille. Außerdem spielte die Band zusammen mit Celtic Frost und Satyricon erneut in Japan.
Am 23. Februar 2007 erschien das fünfte Album Harvest. Nach einer Nordamerika-Tournee mit Dark Funeral nahmen die Aktivitäten der Band ab. 2008 verließ Mattias Grahn die Band, da er nicht mehr 100 % in sie investieren konnte. Kurz darauf trennte Naglfar sich auch von Morgan Lie. Die Musiker entschieden, die Band als Trio fortzuführen.
2011 entstand eine Vorproduktion des neuen Albums. Am 26. März 2012 erschien das aktuelle Album mit dem Titel Téras. Als Gastschlagzeuger beteiligte Dirk Verbeuren sich an den Aufnahmen. Alexander Friberg von Necrophobic schloss sich Naglfar als Gastbassist an und Efraim Juntunen von Persuader kam als Live-Schlagzeuger zur Band.

## Stil
Die Musik von Naglfar wird oft mit der von Dissection verglichen, was Marcus „Vargher“ Norman als nachvollziehbar ansieht.
Nach dem Debütalbum Vittra kamen mehr eingängige Death-Metal-Einflüsse zum Einsatz, die den Nachfolger Diabolical zum laut Daniel Spielmann vom Evilized Webzine melodischsten Naglfar-Album machten. Laut Sänger Kristoffer W. Olivius unterscheidet insbesondere die Produktion Diabolical von den anderen Veröffentlichungen der Band.
Auf Pariah verfolgte die Band den Stil des Vorgängers Sheol. Jedoch rückten die Melodien stärker in den Vordergrund, Olivius bezeichnet sie als das wichtigste Merkmal des Albums. Gleichzeitig hat es laut Spielmann weniger eingängige Parts als Diabolical. Das Album enthält zahlreiche an Throne of Ahaz erinnernde Riffs und Melodien und in der Digipak-Version das Throne-of-Ahaz-Cover The Calling Blaze. Der Titel reflektiert laut Norman den Standpunkt der Band in der Musik. Sie stehe allein und habe nie behauptet, zu einer bestimmten Szene zu gehören. Laut Olivius hat die Band sich „auch für eine gewisse ‚Außenseiterrolle‘ entschieden“. Die Texte auf dem Album sind die laut Norman „misanthropischsten und gehässigsten Texte überhaupt“ in der Geschichte der Band und keine durchschnittlichen Black- oder Death-Metal-Texte.
Das 2020 erschienene Album Cerecloth bezeichnete Stefan Frühauf von dark-festivals.de als „melodischen, aber doch recht geradlinigen Black Metal“ mit Texten „aus dem klassischen Black-Metal-Baukasten“.

## Diskografie
- 1994: Stellae Trajectico (Demo)
- 1995: We Are Naglfar – Fuck You! (Demo)
- 1995: Vittra
- 1996: Maiden Slaughter (Demo)
- 1998: When Autumn Storms Come (7”-Picture-EP)
- 1998: Diabolical
- 2001: Vittra (Wiederveröffentlichung)
- 2002: Ex Inferis (EP)
- 2003: Diabolical (Wiederveröffentlichung)
- 2003: Sheol
- 2005: Pariah
- 2007: Harvest
- 2012: An Extension of His Arm and Will (7"-EP)
- 2012: Téras
- 2020: Cerecloth